# Annona cercocarpa
Annona cercocarpa là loài thực vật có hoa thuộc họ Na. Loài này được Saff. mô tả khoa học đầu tiên năm 1913.